# Roupa Nova
Roupa Nova is een Braziliaanse band, opgericht in de jaren 80, in de Braziliaanse staat Rio de Janeiro. De groep is nog steeds actief.

## Discografie
- 1981: Roupa Nova (1981)
- 1982: Roupa Nova (1982)
- 1983: Roupa Nova (1983)
- 1984: Roupa Nova (1984)
- 1985: Roupa Nova (1985)
- 1987: Herança
- 1988: Luz
- 1990: Frente e Versos
- 1991: Ao Vivo
- 1992: The Best en Español
- 1993: De Volta ao Começo
- 1994: Vida Vida
- 1995: Novela Hits
- 1996: 6/1
- 1997: Através dos Tempos
- 1999: Agora Sim
- 2001: Ouro de Minas
- 2004: RoupaAcústico (cd en dvd)
- 2006: RoupaAcústico 2 (cd en dvd)
- 2007: Natal Todo Dia
- 2008: 4U (For You)
- 2009: Roupa Nova em Londres (cd en dvd)
- 2010: Roupa Nova 30 Anos (cd en dvd)
- 2012: Cruzeiro Roupa Nova (cd en dvd)